# Erik Hagen (1975)
Erik Bjørnstad Hagen (Hønefoss, 20 luglio 1975) è un ex calciatore norvegese, di ruolo difensore.

## Biografia
È il fratello gemello di Rune Hagen.

## Carriera
Dopo aver iniziato a giocare nel Jevnaker, ha giocato in ordine per il Liv/Fossekallen, il Vålerenga, lo Zenit San Pietroburgo e il Wigan. Il 13 gennaio 2017 è stato nominato nuovo allenatore dello Jevnaker.

## Palmarès

### Giocatore

#### Individuale
- Premio Kniksen: 2

Difensore dell'anno: 2004
Miglior giocatore norvegese: 2004